# Massachuset
Massachuset, pleme ili konfederacija Algonquian Indijanaca u ranom 17. stoljeću nastanjeni na teritoriju oko Massachusetts Baya i prema sjeverozapadu. U to vrijeme Massachusetti su imali oko 3,000 duša, ali oko 1631., nakon ratova i bolesti, broj im je sveden na 500. Uskoro poprimaju kršćanstvo pa ih preseljavaju s ostalim konvertitima u nasaeobinu Praying Indijanaca. Ovdje uskoro počinju gubiti plemenski identitet. Područje današnjeg grada Bostona na njihovom je plemenskom području.

## Ime
Ime Massachuset znači "at the range of hills", a odnosi se na brda Milton

## Jezik
Jezik Massachuseta pripada porodici Algonquian i čini grupu n-dijalekata, kojima su govorila i plemena Narragansett, Niantic, Wampanoag i po svoj prilici Indijanci Nauset.

## Teritorij
teritorij Massachuseta prostirao se kod Massachusetts Baya, između Salema na sjeveru i Marshfielda i Brocktona na jugu. kasnije zauzimaju područje između Brocktona pa sve do Great Cedar Swampa, teritorija što je svojevremeno bio pod kontrolom Wampanoaga. 

## Ogranci i bande
Johnson (1881) govori o 3 'kraljevstva' koja predvode sagamore (titula identichna su   'sachem' -u (sachemship), ili  'sagamoreship' -a (poglavištva; chiefdoms), koji su u biti pogalvice. Speck (1928) identificira 6 glavnih 'plemena'  (divisions) među njima koji nazivani prema njihovima poglavicama, a dvije su od njih dalje podijeljene na manje segmente. To su:
1) Band of Chickataubut, koji se segmentiraju na na bande Wampatuck i Obatinnewat, oni življahu u krajevima južno od Charles Rivera i zapadno do Ponkapog Ponda. Sagamoresi su se zvali Wampatuck od prve i Obatinnewat ili Obtakiest od druge skupine
2) Band of Nanepashemet, na cijelom području sjeverno od Charles Rivera. Nanepashemetovo područje razdjeljeno je na njegova 3 sina: Winnepurkit, područje oko Deer Islanda i Boston Harbor; Wonohaquahamu pripada teritorij oko Chelsea i Saugusa; Montowampate, posjede oko Lynn-a i Marblehead-a
3) Band of Manatahqua,  Nahant i Swampscott. 
4) Band of Cato, 5 milja istočno od Concord Rivera. 
5) Band of Nahaton, oko Naticka. 
6) Band of Cutshamakin (Cutshamequin, ili Kutchamakin), oko Dorchestera, Sudburya, and Miltona.

## Sela
- Conohasset, oko Cohasseta.
- Cowate, "Praying Indians," na slapovima Charles Rivera.
- Magaehnak, možda "Praying Indians," 6 milja od Sudbury-ja.
- Massachuset, lokacija nepoznata.
- Mishawum, u Charlestownu.
- Mystic, u Medford.
- Nahapassumkeck, na sjeveru okruga Plymouth, možda na obali.
- Natick, "Praying Indians," kod sadašnjeg Naticka.
- Neponset, na Neponset Riveru kod Stoughtona.
- Nonantum, na Nonantum hill Newton.
- Pequimmit, "Praying Indians," blizu Stoughtona.
- Pocapawmet, na južnoj obali Massachusetts Baya.
- Punkapog, "Praying Indians," kod Stoughtona.
- Sagoquas, južno od Cohasseta.
- Saugus, blizu Lynna.
- Seccasaw, na sjeveru okruga Plymouth.
- Titicut, "Praying Indians," ovo možda pripada plemenu Wampanoag, u današnjem Middleboroughu.
- Topeent, na sjevernoj obali okruga Plymouth.
- Totant, na ili blizu Bostona.
- Totheet, na sjevernoj obali okruga Plymouth.
- Wessagusset, blizu Weymoutha.
- Winnisimmet, u današnjem Chelsea.
- Wonasquam, blizu Annisquam, okrug Essex.

## Povijest
Prva osoba koja je susrela Massachusete vjerojatno je 1497. bio Giovanni Caboto (1450–1499), ali prvi tko ih poimence spominje bio je John Smith koji je ostavio vrijedne zapise o njima, dok je 1614. istraživao novo-englesku obalu. Kroz vrijeme boravka ovih ranih istraživača, od 1614. do 1617. Massachusete su pokosile 3 zasebne epidemije. Istovremeno i neka neidentificirana plemena sa sjevera napadaju njihova sela. U vrijeme Pilgrima (1620), prvih doseljenika u Novu Englesku sela Massachuseta su napuštena, ili će to uskoro biti. Kada su prvi puritanci 1629. naselili Boston, preostalo ih je tek 500 od kojih će mnoge 1633. pokositi boginje. Indijanci Nove Engleske, među kojima i Massachuseti, smjetit će se na 14 (po Sultzmanu, po drugima 11) posebnih sela za 'Praying' Indijance. John Eliot koji će 1631. dojedriti na brodu Lyon u Novi svijet, utemeljit će 1651. prvi kršćanski indijanski grad u Naticku, gdje će održavati propovijedi svaka dva tjedna za svoga života. Eliot je propovijednik i prevodilac, i 1663 na jeziku Naticka tiskat će prvu Bibliju u Novom svijetu. Massachuseti ipak kao posebno pleme od 1640. više ne postoje. Godine 1665. nakon napada Mohawk ratnika na Praying Indijance kod Bostona, sachem Wampatuck (White Deer) priključuje se ratu između novoengleskih i Mohawk Indijanaca i 1669. predvodi napad na njihovo selo Gandouagu, ali pr tome i gine, vjerojatno na povratku kući. Njegov sin Charles Josiah 1671. postaje sachem. kroz 6 godina do 1677. preostat će tek 7 od 14  'gradova'  Praying Indijanaca, njih oko 300. Mnogi su pobijeni od kolonijalnih vojnika, poginuli u ratovima, ili pak protjerani u egzil. Konstantan pad njihovog broja ipak nije završio njihovim nestankom. PotomciPraying Indiajnaca iz Punkapoga i danas žive u blizini gradova Canton, Mattapan i Mansfield u Massachusettsu, državi koja je po njima dobila ime. 

## Etnografija
Massachuseti su nažalost nestali kao organizirano pleme, prije nego što su bili dobro proučeni. Njihov život svakako je nalikovao životu susjednih Algonquianskih plemena s novoengleske obale. Ekstenzivno su se bavili uzgojem kukuruza, 'squash'-tikava, graha i duhana, te lovom i ribolovom, sezonski se krečući između utvrđenih mjesta za izvorima hrane. Pleme je podijeljeno po bandama, svaka pod vodstvom svoga sachema. Ljetna sela nalazila su se u blizini obale, sastavljena od 'dugih kuća' (longhouses), srednje veličine, dok su im se zimski lovački kampovi sastojali od obiteljskih wigwama. Politički su bande Massachuseta bile nezavisne a sachem je mogla biti i žena. Sachemstvo je često puta nasljedno i prelazi s oca na sina. Massachuseti nisu odigrali značajniju ulogu u američkoj povijesti. Od njihovog izvornog broja od 3,000 (1614.), populacija im je uskoro (1620.) spala na 800 duša, a 1631. preostalo ih je 500, poglavito u Naticku, Nonantumu i Ponkapogu. –John Eliot (1604–1690; vidi) na jeziku Natick Indijanaca (Massachuseti iz Naticka) tiska 1663 prvu bibliju vidi  Arhivirana inačica izvorne stranice od 20. veljače 2007. (Wayback Machine))  u Novome svijetu, dok se na engleskom otisnula tek 1782., što je učinio Robert Aitken.
Prema informacijama iz doba Johna Smitha Massachuseti (i još neka plemena u susjedstvu) imala su vjeru u vrhovnog boga Kiehtan. On je stvorio sve ostale bogove i prvog muškarca i ženu, od kojih su potekli svi ostali ljudi. 

## Vanjske poveznice
- Chad Coleman, Massachuset  Arhivirana inačica izvorne stranice od 1. rujna 2006. (Wayback Machine)
- Hodge, Massachuset Indian Tribe History  Arhivirana inačica izvorne stranice od 18. listopada 2006. (Wayback Machine)
- Who were the Massachuset Indians?  Arhivirana inačica izvorne stranice od 7. prosinca 2006. (Wayback Machine)